# Паметник на свободата (Ботевград)
Вижте пояснителната страница за други значения на Паметник на свободата.
Паметникът на свободата се издига на площад „Саранск“. Открит е на 29 ноември 2009 г., по случай 132 години от Освобождението на Ботевградския край.
Паметникът е изграден в знак на признателност към руските войни, дали живота си за Освобождението на Ботевградския край. Автор на паметника е скулптурът Красимир Ангелов.
Кръстовете, които са изградени от черен гранит символизират вярата дала сили на бойците в сраженията за превземането на старопланинските върхове – Богдан, Баба, Шиндарника и Витиня. Те са четири, защото загиналите руски войни са от четирите краища на Руската империя. Те сочат две посоки, на изток – към Русия и на юг – към София. На предната част на паметника е поставен гербът на Руската империя, изобразяващ Свети Георги Победоносец. Най-отгоре е поставена карта на съвременна България, изработена от цветни камъни. Паметникът съдържа барелефи с главите на руските генерали Гурко, Дендевил, Велияминов и Елис. С металопластика е отлят императорският двуглав орел, гирляндите и розетките на паметника.
Надписът на плочата пред паметника гласи: "
Радвайте се деца на братска България. Днес вие сте свободни. ген. Гурко
На 29 ноември 1877 г. руските воини под командването на ген. Гурко освобождават град Орхание /Ботевград/.
С участието на местното население на 28 декември 1877 г. започва Зимния преход през Балкана за освобождението на град София."